# IAI Panther
Пантера (англ. Panther) — тактичний комплекс БпЛА. Розроблений ізраїльською фірмою IAI. Вперше представлений в ході щорічної міжвійськової конференції в Латруні в Ізраїлі, яка проходила з 5-7 жовтня 2010 року. Головною відмінністю безпілотника Пантера від всіх інших БПЛА є використання технології поворотних гвинтів, що дозволяє здійснювати вертикальний зліт і посадку, а також зависати в повітрі. За словами виробника, розроблено також в мініверсію, що важить 12 кілограмів і керовану за допомогою переносної станції.
Призначений для розвідки цілей, коригування вогню, виявлення місць падіння інших БПЛА і літаків. До складу корисного навантаження дрона в штатному варіанті входять система Mini POP виробництва ТАА, що дозволяє вести спостереження цілодобово в будь-яких погодних умовах, за бажанням замовника, на БПЛА можна встановити лазерний покажчик, вимірювач відстані або систему наведення.
Наземна станція керування, розміщена в одному автомобілі, може керувати відразу трьома «Пантерами».

## ЛТХ
- Радіус дії, км — 60[1];
- Тривалість польоту, год — 6;
- Стеля, м — 3000;
- Максимальна злітна вага БПЛА, кг — 65;
- Максимальна вага корисного навантаження, кг — 20.